# Pálovice
Pálovice är en ort i Tjeckien.   Den ligger i regionen Vysočina, i den centrala delen av landet, 150 km sydost om huvudstaden Prag. Pálovice ligger 476 meter över havet och antalet invånare är 162.
Terrängen runt Pálovice är platt.Runt Pálovice är det ganska glesbefolkat, med 22 invånare per kvadratkilometer. Närmaste större samhälle är Jemnice, 2,8 km nordost om Pálovice. Trakten runt Pálovice består till största delen av jordbruksmark.